# Hôtel de ville de Bondy
L`hôtel de ville de Bondy est le principal bâtiment administratif de la ville de Bondy, commune française du département de la Seine-Saint-Denis en région Île-de-France,.

## Historique
Il se trouvait depuis 1920 rue Roger-Salengro. C'est dans les années 1960 que la municipalité prend la décision de faire construire un nouvel hôtel de ville.
L'édifice actuel a été inauguré en 1969. La salle d'exposition prend le nom d'Espace Marcel-Chauzy, en hommage à l'ancien maire de la ville.
L'ancienne mairie est maintenant occupée par l'école de musique.

## Description
C'est un bâtiment de style brutaliste, construit en béton.